# Capasa hypopyrata
Capasa hypopyrata är en fjärilsart som beskrevs av Pieter Cornelius Tobias Snellen 1895. Capasa hypopyrata ingår i släktet Capasa och familjen mätare. Inga underarter finns listade i Catalogue of Life.